# Dennis DeYoung
Dennis DeYoung (Chicago, Illinois, 18 de febrero de 1947) es un cantante, compositor, músico y productor estadounidense conocido por ser uno de los miembros fundadores de la banda de rock Styx, en donde destaca su amplio rango vocal.

## Primeros años
Creció en el vecindario Roseland en Chicago, Illinois, la carrera de DeYoung como vocalista comenzó en 1961 a los 14 años de edad cuando se unió con sus vecinos de 13 años, los gemelos Chuck y John Panozzo, en un combo de tres personas. El trío luego agregó al guitarrista James Young y John Curulewski para formar la banda Tradewinds a finales de 1960. La banda cambió su nombre a TW4 en 1968 antes de convertirse en Styx en 1970.
El 18 de enero de 1970, DeYoung se casó con su novia de mucho tiempo, Suzanne Feusi, con quien todavía sigue casado. La pareja tiene dos hijos, Carrie Ann y Matthew. A diferencia de muchas familias musicales, la familia fue de giras junto a DeYoung para proporcionar estabilidad para los niños pequeños de la pareja.
Antes que la banda alcanzara éxito, DeYoung pasó un tiempo como profesor de escuela primaria en los suburbios de Chicago, donde enseñó música en Springfield School en Midlothian, Illinois. Durante este período, la banda tocó en algunas salas y auditorios antes que la canción "Lady" les impulsara fama nacional y luego internacional.

## Discografía

### Álbumes de estudio
- Styx (1972)
- Styx II (1973)
- The Serpent Is Rising (1973)
- Man of Miracles (1974)
- Equinox (1975)
- Crystal Ball (1976)
- The Grand Illusion (1977)
- Pieces of Eight (1978)
- Cornerstone (1979)
- Paradise Theatre (1981)
- Kilroy Was Here (1983)
- Edge of the Century (1990)
- Brave New World (1999)

#### Álbumes en vivo
- Caught in the Act (1984)
- Return to Paradise (1997)

#### Álbumes compilatorios
- Best of Styx (1980)
- Styx Classics Volume 15 (1987)
- Styx Greatest Hits (1995)
- Styx Greatest Hits Part 2 (1996)
- Come Sail Away - The Styx Anthology (2004)
- The Complete Wooden Nickel Recordings (2005)

### Solista

#### Álbumes de estudio
- Desert Moon (1984)
- Back to the World (1986)
- Boomchild (1989)
- 10 on Broadway]] (1994)
- The Hunchback of Notre Dame (1998)
- One Hundred Years from Now (2007/2009)

#### Álbumes en vivo
- The Music of Styx - Live with Symphony Orchestra (2004)

#### Álbumes compilatorios
- Ultimate Collection (1999)

### Vídeo
- Caught in the Act (1984)
- Return to Paradise (1997)
- Dennis DeYoung - Soundstage (2003)
- Symphonic Rock Music of Styx (2003)
- The Best of Styx - 20th Century Masters (2004)
- The Best of Dennis DeYoung - 20th Century Masters (2005)